# Daehan jeguk Aegukga
Daehan jeguk Aegukga (대한제국 애국가, 大韓帝國愛國歌) war die Nationalhymne des Großkoreanischen Kaiserreichs (1897–1910) von 1902 bis zur Eingliederung Koreas in das Japanische Kaiserreich im Jahre 1910. Sie geht auf den deutschen Militärmusiker und Komponisten Franz Eckert zurück.

## Geschichte
Franz Eckert, der auf Einladung der koreanischen Regierung 1901 in die Hauptstadt Seoul gekommen war, um ein Militärorchester aufzubauen, entwickelte im Auftrag des Hofs eine Hymne, die auf der Melodie eines von dem amerikanischen Missionar, Lehrer und Journalisten Homer Hulbert umgeschriebenen koreanischen Volksliedes beruhte. Sie wurde vermutlich am 1. Januar 1902 uraufgeführt. In Anerkennung seiner Verdienste erhielt Eckert im Dezember desselben Jahres von Kaiser Gojong den Verdienstorden Tai keuk 3. Klasse. Wegen der langen Melodie im 6/4-Takt und des schwierigen Textes verbreitete sich die Hymne allerdings nur langsam unter der Bevölkerung. Zudem begann schon mit dem Japan-Korea-Protektoratsvertrag von 1905 die 1910 abgeschlossene Eingliederung Koreas in das Japanische Kaiserreich.

## Südkoreanische Nationalhymne
| Koreanisch | Koreanisch (1902) | Deutsch |
| --- | --- | --- |
| 하느님은 우리 황제(皇帝)를 도우소서. 성수무강하시여 룡이 해마다 물어오는 구슬을 산같이 쌓으시고. 위엄과 권세를 하늘아래 떨치시어 오! 영원토록 복과 영화로움이 무궁케 하소서 하느님은 우리 황제를 도우소서 | 상뎨(上帝)는 우리 황뎨를 도으소셔 셩슈무강(聖壽無疆)ᄒᆞ샤 해옥듀(海屋籌)를 산(山)갓치 ᄊᆞ으시고 위권(威權)이 환영(寰瀛)에 떨치샤 오! 쳔만셰(千萬歲)에 복녹(福祿)이 일신(日新)케 ᄒᆞ소셔 상뎨(上帝)는 우리 황뎨(皇帝)를 도우소셔 | Gott beschütze unsern Kaiser, Dass sich seine Jahre mehren Zahllos wie der Sand am Strande, Der sich hoch zur Düne häufet, Dass sein Ruhm sich leuchtend breite Weithin über alle Welten, Und das Glück des Herrscherhauses Tausendmal zehntausend Jahre Neu mit jedem Tag erblühe. Gott beschütze unsern Kaiser! |

## Partitur
- Franz Eckert: Kaiserlich Koreanische Nationalhymne : Nach koreanischen Motiven. Toyo Bunko Library, Tokyo, Call Mark IV-9-8